# Fritz Syberg
Christian Friedrich (Fritz) Wilhelm Heinrich Syberg, född den 28 juli 1862 i Faaborg, död den 20 december 1939 på Pilegaarden vid Kerteminde, var en dansk målare och tecknare.
Han var son till brænderibestyrer Franz Friedrich Anthon Ernst Syber och Johanne Maria Jacobsen och gift första gången 1894 med Anna Louise Birgitte Hansen och andra gången från 1915 med riksdagsstenografen Marie Hansen. Syberg studerade först vid Tekniska sällskapets skola och en kort tid vid danska konstakademien samt för Kristian Zahrtmann vid Kunstnernes Frie Studieskoler i Köpenhamn. Syberg tillhörde de tre store Fyenboere och har en särskild fast utställning på konstmuseet i Faaborg. Han ställde från 1885 ut landskap, bilder ur bondelivet och porträtt, allt med robust realism, med starka och rättframma medel, utan förfining, men med kärna och karaktär. Syberg vistades långa perioder på Johannes Larsens gård i Båxhult där han målade flera motiv från Småland som ställdes ut på Den frie Udstilling i Köpenhamn 1900. Han slog sig ned i Italien 1911, men återvände till Danmark redan 1913. Tillsammans med Johannes Larsen ställde han ut på Konstföreningen i Stockholm 1910 och en retrospektiv utställning med hans konst visades på Konstakademien i Stockholm 1938. Syberg är representerad vid Nationalmuseum, Göteborgs konstmuseum, Köpenhamns konstmuseum Nationalgalleriet i Oslo äger ett Självporträtt och några landskap i akvarell.   
Bland Sybergs arbeten märks Svingård (1885), Afton och erotik, Vid ett dödsläger (1892), Vår i trädgården (1903, Hirschsprungs museum), Mor och dotter, Första snön, Vinterdag (alla tre i Köpenhamns konstmuseum, porträtt av konstnärens hustru, flera motiv till H.C. Andersens saga "En moder" (1905), många barngenrer och barnporträtt, stämningar, ofta i akvarell, från havskusten och danska inlandet samt från Nederländerna och Italien.